# Pływanie na Letnich Igrzyskach Olimpijskich 1956 – 100 m stylem grzbietowym mężczyzn
100 m stylem grzbietowym mężczyzn – jedna z konkurencji pływackich rozgrywanych podczas XVI Igrzysk Olimpijskich w Melbourne. Eliminacje odbyły się 4 grudnia, półfinały 5 grudnia, a finał 6 grudnia 1956 roku.
Mistrzem olimpijskim został reprezentant gospodarzy David Theile, który w finale ustanowił nowy rekord olimpijski (1:02,2). Później, po zmianie przepisów, mówiącej, że rekord świata może być pobity wyłącznie na basenie 50-metrowym, jego wynik stał się rekordem globu. Srebrny medal wywalczył Australijczyk John Monckton (1:03,2), a brąz Amerykanin Frank McKinney (1:04,5).
Dwa dni wcześniej, podczas eliminacji, rekord olimpijski poprawili kolejno: Francuz Robert Christophe (1:04,2) i John Monckton z Australii (1:03,4).

## Rekordy
Przed zawodami rekord świata i rekord olimpijski wyglądały następująco:
| Rekord            | Zawodnik      | Czas   | Miejsce  | Data            |       |
| ----------------- | ------------- | ------ | -------- | --------------- | ----- |
| Rekord świata     | Gilbert Bozon | 1:02,1 | Troyes   | 27 lutego 1955  | [ 1 ] |
| Rekord olimpijski | Yoshi Oyakawa | 1:05,4 | Helsinki | 1 sierpnia 1952 | [ 2 ] |

W trakcie zawodów ustanowiono następujące rekordy:
| Data      | Etap konkurencji      | Zawodnik          | Czas   | Rekord |
| --------- | --------------------- | ----------------- | ------ | ------ |
| 4 grudnia | wyścig eliminacyjny 1 | Robert Christophe | 1:04,2 | OR     |
| 4 grudnia | wyścig eliminacyjny 4 | John Monckton     | 1:03,4 | OR     |
| 6 grudnia | finał                 | David Theile      | 1:02,2 | OR     |

## Wyniki

### Eliminacje
| Miejsce | Wyścig | Zawodnik             | Państwo                       | Czas   | Uwagi |
| ------- | ------ | -------------------- | ----------------------------- | ------ | ----- |
| 1.      | 4      | John Monckton        | Australia                     | 1:03,4 | Q,    |
| 2.      | 1      | Robert Christophe    | Francja                       | 1:04,2 | Q     |
| 3.      | 3      | David Theile         | Australia                     | 1:04,3 | Q     |
| 4.      | 1      | John Hayres          | Australia                     | 1:04,4 | Q     |
| 5.      | 3      | Yoshi Oyakawa        | Stany Zjednoczone             | 1:05,2 | Q     |
| 6.      | 4      | Frank McKinney       | Stany Zjednoczone             | 1:06,0 | Q     |
| 7.      | 1      | László Magyar        | Węgry                         | 1:06,1 | Q     |
| 8.      | 1      | Albert Wiggins       | Stany Zjednoczone             | 1:06,2 | Q     |
| 9.      | 2      | Graham Sykes         | Wielka Brytania               | 1:06,2 | Q     |
| 10.     | 3      | Keiji Hase           | Japonia                       | 1:06,3 | Q     |
| 11.     | 2      | Kazuo Tomita         | Japonia                       | 1:06,4 | Q     |
| 12.     | 2      | Gilbert Bozon        | Francja                       | 1:06,4 | Q     |
| 13.     | 4      | Dieter Pfeifer       | Wspólna Reprezentacja Niemiec | 1:06,7 | Q     |
| 14.     | 1      | Haydn Rigby          | Wielka Brytania               | 1:06,9 | Q     |
| 15.     | 4      | Ladislav Bačík       | Czechosłowacja                | 1:06,9 | Q     |
| 16.     | 2      | Ekkehard Miersch     | Wspólna Reprezentacja Niemiec | 1:07,5 | Q     |
| 17.     | 2      | Lincoln Hurring      | Nowa Zelandia                 | 1:07,5 |       |
| 18.     | 4      | Gérard Coignot       | Francja                       | 1:07,5 |       |
| 19.     | 3      | John Brockway        | Wielka Brytania               | 1:07,7 |       |
| 20.     | 3      | João Gonçalves Filho | Brazylia                      | 1:07,9 |       |
| 21.     | 4      | Hideo Ninomiya       | Japonia                       | 1:09,2 |       |
| 22.     | 1      | Ahmed Nazir          | Pakistan                      | 1:10,7 |       |
| 23.     | 2      | Pedro Cayco          | Filipiny                      | 1:11,6 |       |
| 24.     | 4      | Lim Heng Chek        | Federacja Malajska            | 1:12,4 |       |
| 25.     | 3      | Cheung Kin Man       | Hongkong                      | 1:14,0 |       |

### Półfinały

#### Półfinał 1
| Miejsce | Zawodnik       | Państwo                       | Czas   | Uwagi |
| ------- | -------------- | ----------------------------- | ------ | ----- |
| 1.      | John Monckton  | Australia                     | 1:04,1 | Q     |
| 2.      | David Theile   | Australia                     | 1:04,8 | Q     |
| 3.      | Yoshi Oyakawa  | Stany Zjednoczone             | 1:05,0 | Q     |
| 4.      | Graham Sykes   | Wielka Brytania               | 1:06,5 | Q     |
| 5.      | Kazuo Tomita   | Japonia                       | 1:06,5 |       |
| 6.      | Dieter Pfeifer | Wspólna Reprezentacja Niemiec | 1:07,6 |       |
| 7.      | László Magyar  | Węgry                         | 1:07,6 |       |
| 8.      | Ladislav Bačík | Czechosłowacja                | 1:07,9 |       |

#### Półfinał 2
| Miejsce | Zawodnik          | Państwo                       | Czas   | Uwagi |
| ------- | ----------------- | ----------------------------- | ------ | ----- |
| 1.      | Robert Christophe | Francja                       | 1:04,6 | Q     |
| 2.      | John Hayres       | Australia                     | 1:05,0 | Q     |
| 3.      | Frank McKinney    | Stany Zjednoczone             | 1:05,3 | Q     |
| 4.      | Albert Wiggins    | Stany Zjednoczone             | 1:06,4 | Q     |
| 5.      | Gilbert Bozon     | Francja                       | 1:06,5 |       |
| 6.      | Keiji Hase        | Japonia                       | 1:06,5 |       |
| 7.      | Ekkehard Miersch  | Wspólna Reprezentacja Niemiec | 1:06,6 |       |
| 8.      | Haydn Rigby       | Wielka Brytania               | 1:07,6 |       |

### Finał
| Miejsce | Zawodnik          | Państwo           | Czas   | Uwagi |
| ------- | ----------------- | ----------------- | ------ | ----- |
| 1. !    | David Theile      | Australia         | 1:02,2 | OR    |
| 2. !    | John Monckton     | Australia         | 1:03,2 |       |
| 3. !    | Frank McKinney    | Stany Zjednoczone | 1:04,5 |       |
| 4.      | Robert Christophe | Francja           | 1:04,9 |       |
| 5.      | John Hayres       | Australia         | 1:05,0 |       |
| 6.      | Graham Sykes      | Wielka Brytania   | 1:05,6 |       |
| 7.      | Albert Wiggins    | Stany Zjednoczone | 1:05,8 |       |
| 8.      | Yoshi Oyakawa     | Stany Zjednoczone | 1:06,9 |       |